# Carlos Alberto da Luz
Carlos Alberto da Luz (Colatina, 1 de maio de 1945 – Nashville, 4 de abril de 2019) foi um técnico de futebol brasileiro.

## Carreira
Na década de 1990, treinou as seleções juvenis do Brasil e também trabalhou como administrador da CBF; durante a Copa das Confederações de 1997, atuou como "espião" da Arábia Saudita, país-sede da competição.
Passou também pelas seleções de Granada (2000), São Vicente e Granadinas (2001)e Panamá, onde chegou em 2002 e deixando o cargo no ano seguinte. Ele também comandou clubes de Omã e Arábia Saudita.[carece de fontes?]
Em 2018, considerou a classificação dos Canaleros à Copa de 2018 "um acidente", afirmando também que, durante sua passagem pela seleção, a situação era complicada - a Federação Panamenha de Futebol estava sem recursos nem recebia ajuda do governo ou empresas privadas e não tinha água nem durante os treinos do time.
Carlos Alberto da Luz faleceu em 4 de abril de 2019, em Nashville, nos Estados Unidos, aos 73 anos.[carece de fontes?]